# Casgiu merzu
Le casgiu merzu, dit encore casgiu marzu, est une préparation fromagère corse. C'est un fromage très cher aux Corses car il fait partie intégrante de leur culture. Contrairement à d'autres fromages forts, cette préparation n'est pas faite à base de restes fromagers mais de tommes entières dans lesquelles se sont développés des asticots.

## Étymologie
Littéralement en langue corse, « casgiu merzu » signifie « fromage pourri ». Un fromage similaire est aussi connu en Sardaigne sous le nom de casu marzu.

## Préparation
Pour élaborer cette préparation fromagère, la tomme de brebis ou de chèvre est laissée à mûrir dans un lieu aéré et ouvert aux mouches. Celles-ci y pondent leurs œufs. Devenus larves, ces petits vers vont se nourrir du fromage. Ces larves de la mouche du fromage, Piophila casei, amènent le fromage à un stade de décomposition par leur action digestive qui engendre un niveau avancé de fermentation en brisant les acides gras[source détournée]. Les amateurs disent que ce fromage pourri marche tout seul, grâce à ses asticots. Il n'en reste qu'une sorte de pâte creusée de petites galeries, sa texture est devenue très molle et un liquide (appelé lagrima, larme) s'en écoule. Touillée, sa consistance ressemble à celle du cachat.

## Conservation
Comme celui-ci, il est conservé en bocal ou petit pot de terre. Il a l'odeur d'un roquefort bien avancé et un goût amer et piquant. En théorie, le casgiu merzu ne se transporte pas hors du lieu de production, car il comporte bien sûr des risques alimentaires dus aux larves de la Piophila casei.

## Consommation
Il se consomme de trois façons : soit quand les vers sont encore dedans, soit une fois que les vers sont partis, soit en le faisant chauffer. Pour faire fuir les asticots, la préparation est plongée dans l'eau-de-vie. Toutefois, selon les amateurs, tant que les larves sont vivantes, il n'y aurait pas de risques d'infection alimentaire. Pourtant ces larves résistent à l’acide stomacal et peuvent vivre un certain temps dans l’intestin après une ingestion. On parle alors de « myase entérique ou intestinale ». Les larves de mouches du fromage sont la principale cause des myases chez l’humain et sont les insectes retrouvés le plus souvent dans l’intestin.  
Les amateurs le mangent tartiné sur du pain grillé, généralement sur un poêle à bois, et quand il fait très froid.
Cette préparation s'élabore en toutes saisons, sauf en plein hiver, on en trouve facilement en Corse-du-Sud. Elle ne doit théoriquement pas être commercialisée car, bien sûr, elle échappe aux normes d'hygiène européennes. Cela n'empêche pas le casgiu merzu d'être le fromage le plus fameux et le plus recherché de l'île, vendu fort cher à son stade de maturation avancée.

## Dans la culture
Dans Astérix en Corse, le chef de clan Ocatarinetabellatchitchix fait découvrir ce fromage aux Gaulois. Celui-ci, par ses émanations, finira malencontreusement par faire exploser le bateau dans lequel ils voyageaient.